# Il regalo perfetto
Il regalo perfetto è un singolo del cantante italiano Galeffi, estratto dalla riedizione dell'album Settebello e pubblicato il 27 novembre 2020 per l'etichetta Maciste Dischi/Polydor/Universal Music.

## Video musicale
Il videoclip del brano, realizzato da Alessandro Cantagalli, Patrizia Galeffi e Michele Maria Sarubbi utilizzando video d'infanzia del cantautore, è stato pubblicato contestualmente all'uscita del singolo sul canale YouTube di Maciste Dischi.

## Tracce
1. Il regalo perfetto – 3:01 (Marco Cantagalli)